# Frizer

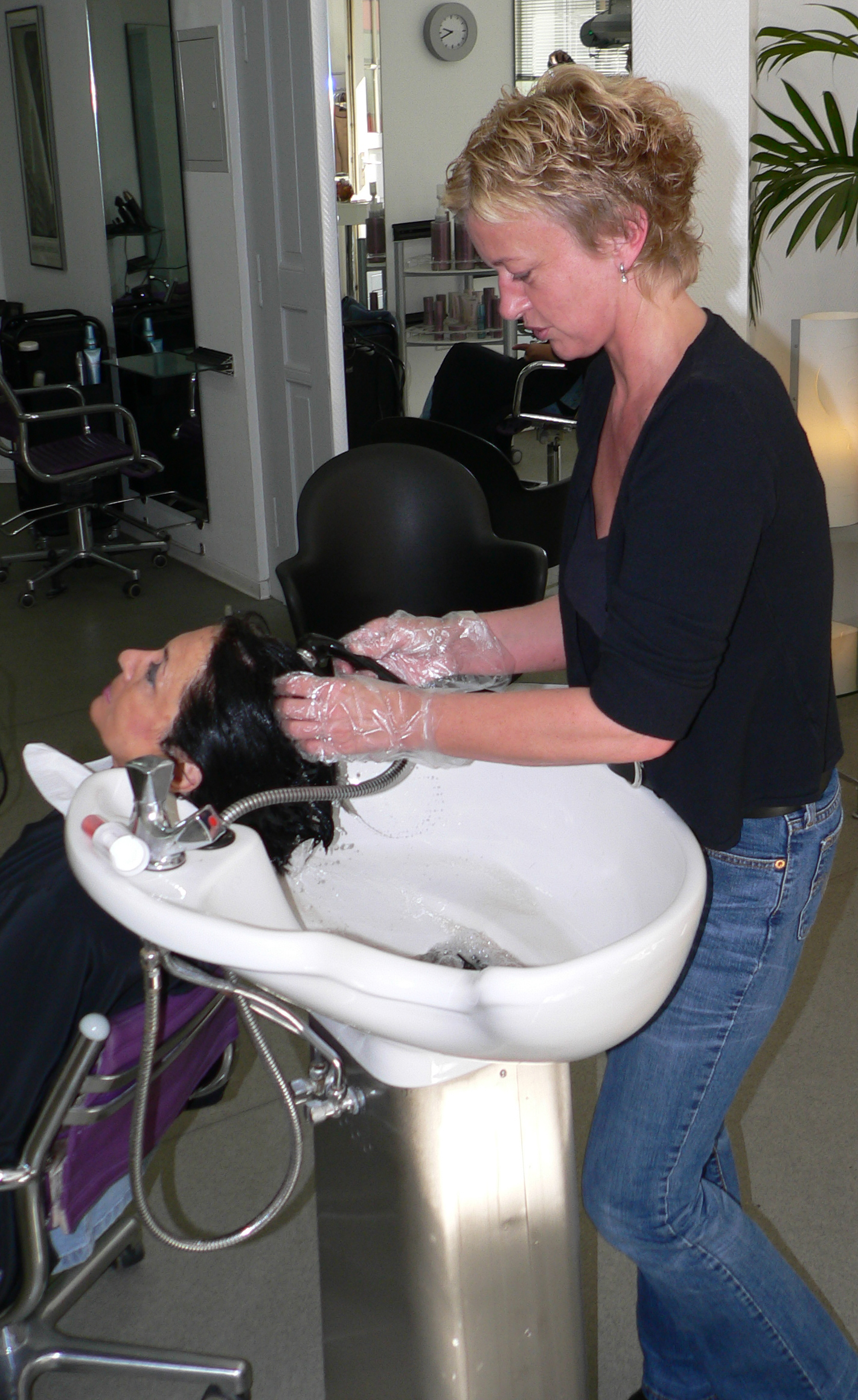
Frizeriță spălând părul unei femei

Un frizer este o persoană a cărei ocupație este de a tunde sau de a coafa părul în scopul de a schimba sau menține aspectul fizic al unei persoane. Acest lucru este realizat folosind o combinație de vopsire a părului, tuns și tehnici de aranjare a părului. Majoritatea frizerilor-coafori sunt licențiați profesional, fie ca frizeri, bărbieri, coafori sau cosmeticieni.

## Istoric

### Istoria antică
Frizeria este o ocupație care datează de mii de ani. Au fost descoperite desene și picturi ale artei antice în care erau reprezentați oameni aranjând părul altor persoane. Scriitorii greci Aristofan și Homer menționează amândoi meseria de frizer în scrierile lor. În Africa, se credea în unele culturi că spiritul unei persoane sălășluia în părul altora, oferind astfel frizerilor un rol important în cadrul acestor comunități. Creșterea statutului frizerilor a încurajat multe persoane să-și dezvolte abilitățile și s-au construit relații apropiate între frizeri și clienții lor. Ore întregi erau petrecute în activitățile de spălare, pieptănare, ungere, aranjare și ornamentare a părului. Bărbații îi tundeau și îi aranjau pe bărbați, iar femeile pe alte femei. Înainte ca un maestru coafor să moară, el trebuia să-și cedeze pieptenii și ustensilele unui succesor ales în cursul unei ceremonii speciale.
În Egiptul Antic, frizerii aveau cutii special decorate în care îți țineau instrumentele lor, inclusiv loțiuni, foarfeci și alte materiale cosmetice. Bărbierii lucrau, de asemenea, ca frizeri în saloane de coafură și oameni bogați aveau adesea frizeri personali în casa lor. Odată cu apariția modei perucilor, peruchierii au fost pregătiți, de asemenea, ca frizeri. În Roma Antică și Grecia Antică sclavii și servitorii casnici îndeplineau rolul de frizeri, vopsind părul și bărbierind. Bărbații care nu aveau propriul lor bărbier sau frizer frecventau frizeriile locale. Femeile își întrețineau și îngrijeau părul acasă. Documentele istorice cu privire la existența frizerilor coafori lipsesc din secolul al V-lea până în secolul al XIV-lea. Solicitarea serviciilor de îngrijire a părului a crescut după ce un decret papal din 1092 a cerut ca toți clericii romano-catolici să-și înlăture părul facial.

### Europa
Părul femeilor a devenit mai înalt și mai voluminos în cursul secolului al XVII-lea, popularizat de coafeza Madame Martin. Coafura în stil turn a fost un trend în rândul femeilor engleze și americane, care au cerut frizerilor să le aranjeze părul cât mai înfoiat și mai înalt posibil. Grămezi înalte de bucle au fost pomădate, pudrate și decorate cu panglici, flori, dantelă, pene și bijuterii. Profesia de frizer-coafor a fost lansată ca o veritabilă profesie atunci când Legros de Rumigny a fost declarat primul frizer-coafor oficial de la curtea franceză. În 1765 de Rumigny a publicat cartea sa Art de la Coiffure des Dames, în care a prezentat imagini ale coafurilor proiectate de el. Cartea a fost un best-seller în rândul franțuzoaicelor, iar patru ani mai târziu de Rumigny a deschis o școală pentru frizeri-coafori: Academie de Coiffure. La această școală el i-a învățat pe bărbați și femei să tundă părul și să-și creeze modele speciale de coafuri.
Prin 1777 aproximativ 1.200 de frizeri-coafori lucrau la Paris. În acest timp, bărbierii făceau parte din sindicate și cereau frizerilor să facă același lucru. Peruchierii au cerut, de asemenea, ca frizerii să nu le mai ia din clientelă, dar frizerii au răspuns că rolurile lor erau diferite: ei practicau un serviciu și peruchierii fabricau și vindeau un produs. de Rumigny a murit în 1770 și alți frizeri-coafori au câștigat popularitate, în special trei francezi: Frederic, Larseueur și Léonard. Léonard și Larseueur erau stiliștii coafori ai reginei Maria Antoaneta. Léonard era coaforul ei favorit și a dezvoltat mai multe coafuri care au creat tendințele modei în cercurile pariziene bogate, inclusiv loge d'opera, care forma un turn de cinci metri pe capul purtătorului. În timpul Revoluției Franceze a fugit din țară cu câteva ore înainte de a fi arestat, alături de rege, regină și alți clienți. El a emigrat în Rusia, unde a lucrat ca prim coafor pentru nobilimea rusă.

### Secolul al XIX-lea

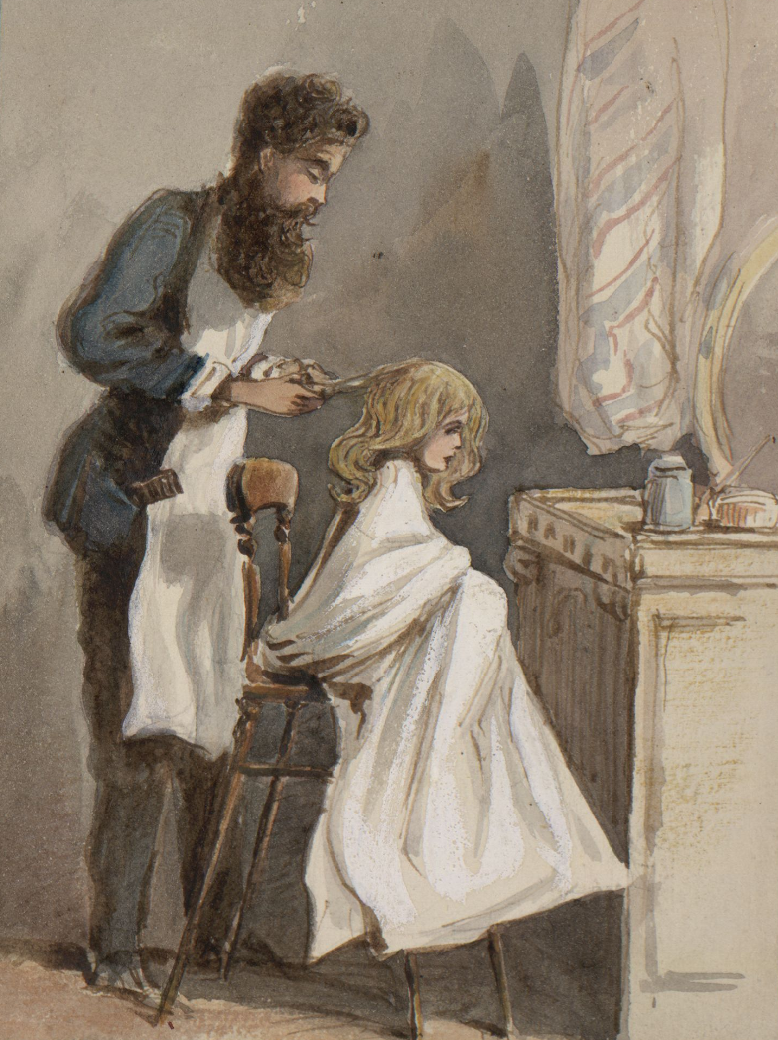
Un frizer tunzând părul unui copil, 26 martie 1866

Frizerii parizieni au continuat să dezvolte stiluri de coafare influente în secolul al XIX-lea. Femeile franceze bogate își coafau părul în stilul preferat în interiorul casele lor, o tendință observată în cadrul comunităților bogate internaționale. Coafura era în primul rând un serviciu accesibil doar celor suficient de bogați pentru a angaja profesioniști sau a plăti servitori care să aibă grijă de părul lor. În Statele Unite ale Americii, Marie Laveau a fost una dintre cele mai renumite coafeze ale vremii. Laveau, originară din New Orleans, a început să lucreze pe post de coafeză la începutul anilor 1820, întreținând părul femeilor bogate din oraș. Ea a fost o practicantă voodoo numită „Regina Voodoo din New Orleans” și a folosit relațiile ei cu femeile bogate pentru a obține sprijin pentru această practică religioasă. Ea obținea de la femeile pe care le coafa diverse beneficii: bani, cadouri și alte favoruri.

### Secolul al XX-lea
Progrese majore ale ustensilelor de coafură au avut loc în această perioadă. Apariția electricității a condus la fabricarea unor mașini de tuns și a uscătoarelor de păr. Aceste instrumente au permis coaforilor să-și deschidă propriile saloane în care ofereau servicii, în afară de cele oferite la domiciliul clienților. Noi procedee de vopsire au fost dezvoltate, inclusiv cele realizate de Eugene Schueller la Paris, ceea ce a permis coaforilor să realizeze tehnici complicate de coafare. După Primul Război Mondial, tunsura bob și shingle bob au devenit populare, alături de alte tunsori scurte. În anii 1930 stilurile complicate au revenit la modă, alături de revenirea stilului „valul lui Marcel”. Coafura a fost în acele vremuri una dintre puținele profesii onorabile pentru femei, alături de îngrijirea copiilor, de educare și de efectuarea unor sarcini funcționărești la birou.